# ガイウス・ドゥイリウス
ガイウス・ドゥイリウス（ラテン語: Gaius Duilius, 紀元前3世紀、生没年不詳）は、第一次ポエニ戦争の時期に登場した共和政ローマの政治家。

## 経歴
ドゥイリウス氏族は紀元前5世紀に護民官、紀元前4世紀には執政官とトリブヌス・ミリトゥム・コンスラリ・ポテスタテを一人ずつ出している、プレブスの一族である。
第一次ポエニ戦争中の紀元前260年、ドゥイリウスは執政官に当選する。同僚はグナエウス・コルネリウス・スキピオ・アシナで、アシナは海軍を、ドゥイリウスは陸軍を担当していた。しかし操船に不馴れなローマ軍は、緒戦のリーパリ諸島の海戦で同僚のスキピオ・アシナが捕虜となったため、ドゥイリウスが総司令官となり、その後カルタゴ司令官ハンニバル・ギスコ率いる残存勢力と遭遇する。そしてミラエ沖の海戦で大勝利を収める。これはローマ軍の新兵器「コルウス」（カラス）を功を奏した結果であった。ドゥイリウスはこの戦いで多くの敵船を拿捕、その中には敵将ギスコの乗る旗艦も含まれていた。この戦いはローマ軍が海戦で初めて勝利を収めた戦いであった。ヨハネス・ゾナラスによると、ドゥイリウスは最初から海軍を率いており、ローマ軍の海での不利をカバーするためにコルウスを考案したことになっている。
この海戦の後、シキリアでカルタゴ軍に包囲されていたセゲスタを解放し、マケッラを落とした。これらの勝利にドゥイリウスは初めて海軍で凱旋式を行う栄誉を得て、ロストラ柱が建てられた。また、外食から帰宅する時、松明と笛吹きに先導される特権を与えられた。
紀元前258年にはルキウス・コルネリウス・スキピオと共に監察官（ケンソル）を務めたが、詳しい事は分かっていない。また、紀元前231年には選挙管理の為独裁官に指名されている。

## 名を冠した軍艦
19世紀以降、近代イタリアではドゥイリウスのイタリア語表記である「カイオ・ドゥイリオ（イタリア語: Caio Duilio）」と名付けられた軍艦が4隻建造されている。
- カイオ・ドゥイリオ (戦艦・初代):カイオ・ドゥイリオ級戦艦 (初代)のネームシップ。
- カイオ・ドゥイリオ (戦艦):カイオ・ドゥイリオ級戦艦のネームシップ。
- カイオ・ドゥイリオ (ヘリコプター巡洋艦):アンドレア・ドーリア級ヘリコプター巡洋艦の2番艦。
- カイオ・ドゥイリオ (駆逐艦):アンドレア・ドーリア級駆逐艦の2番艦。